# Bascov
Bascov est une commune roumaine située dans le județ d'Argeș.